# Conny Brozek
Conny Brozek (* 1934; † 2006) ist ein dänischer Designer und Dekorateur. Er war für einige Designinnovationen Dänemarks verantwortlich, die er für dänische Unternehmen entwarf. Er orientierte sich an dem funktionalisierten und minimalistischen Design.

## Leben und Wirken
Conny Brozek wurde ursprünglich als Dekorateur im Magasin du Nord in Kopenhagen ausgebildet, eines der größten Kaufhäuser Skandinaviens. Trotz seiner Beschäftigung als Dekorateur zog es ihn immer wieder in die kreative Designwelt hin, in der er selbst vielseitig aktiv war. In den 60er Jahren begann er seine Tätigkeit als freier Designer für das dänische Design- und Handelsunternehmen Laurids Lønborg. In dieser Zeit entwarf er mehrere Designs und Produkte, welche durch das Unternehmen produziert und vertrieben wurden. Sein bekanntestes Werk ist das Tisch-Mobile, ein mit Kugel besetztes Accessoire, welches in den 60er und 70er Jahren weltweit bekannt wurde.

## Designs
Das Mobile „Atomic“ und „Kinetic“ sind zwei in den 1960er Jahren entwickelte Designaccessoires. Man nannte sie auch „Champagnershower“. Das Mobile hat die Form einer einem kleinen Baum ähnlichen Dekoration, an dessen Kunststoffständer feine Federn mit Kugeln in Metallic-Optik angebracht sind. Es wurde bis zum Ende der 1970er Jahre produziert. 2015 lancierte Hoptimist das Mobile als Reedition und produziert es seither in verschiedenen Auflagen.